# Молодин, Вячеслав Иванович
Вячесла́в Ива́нович Моло́дин (род. 26 сентября 1948 года, дер. Орхово Домачевского района Брестской области, ныне в Томашовском сельсовете, Белорусская ССР) — советский и российский археолог, специалист в области первобытной истории Сибири; общественный деятель. Доктор исторических наук (1984), академик РАН (1997).
Заместитель директора по научной работе Института археологии и этнографии СО РАН, член-корреспондент Германского археологического института (1996), член-корреспондент Шанхайского археологического научного форума (2013). Лауреат Международной премии им. А. П. Карпинского (2000) и Государственной премии РФ (2005).
Член Президиума СО РАН, член Совета по науке при губернаторе Новосибирской области, председатель экспертного совета РГНФ по региональным конкурсам, заместитель председателя Совета по грантам Президента РФ для государственной поддержки молодых российских учёных — кандидатов и докторов наук и по государственной поддержке ведущих научных школ РФ. Первый заместитель Председателя СО РАН (2001—2008), член Совета при Президенте РФ по науке и образованию (2008—2010).

## Биография
Родился в деревне Орхово Домачевского района Брестской области БССР в семье военнослужащего. Окончил исторический факультет Новосибирского государственного педагогического института (1971). Ученик Т. Н. Троицкой и А. П. Окладникова.
С 1971 по 1973 год работал заместителем директора средней школы. В 1973—1983 годах — младший научный сотрудник отдела археологии и этнографии Института истории, филологии и философии (ИИФФ) СО АН СССР; в 1983—1989 годах — заведующий сектором бронзы и железа ИИФФ. В 1975 году им была защищена кандидатская диссертация, в 1983 году — докторская, 23 декабря 1987 года избран членом-корреспондентом АН СССР по Отделению истории (история СССР).
Заведующий отделом археологии и этнографии ИИФФ СО АН СССР (1989—1990). С 1992 года — заместитель директора по научной работе ИАЭТ СО РАН, профессор. 29 мая 1997 года избран академиком РАН. В 1997—2001 годах — заместитель председателя, с 2001 по 2008 год — первый заместитель председателя Сибирского отделения РАН. Член Президиума СО РАН, избирался в состав Президиума РАН, входил в состав ВАК РФ (2012—2016). С 2017 года — руководитель секции истории ОИФН РАН.
Преподаёт в Новосибирском государственном университете, с 1992 по 1998 год возглавлял кафедру археологии и этнографии гуманитарного факультета НГУ. Под его научным руководством защищены 13 докторских и 36 кандидатских диссертации.
Член редколлегий журнала «Вестник Российской академии наук» (с 2018) и других российских и зарубежных журналов, входит в состав редакционного совета журнала «Гуманитарные науки в Сибири». С 1990 по 1995 год был соруководителем Международной исследовательской программы «Пазырык», с 2000 года — соруководитель Международного исследовательского проекта со специалистами Германского археологического института.

## Научная деятельность
В. И. Молодин внёс значительный вклад в развитие археологических исследований Сибири. Под его руководством было проведено широкомасштабное изучение высокогорных районов Алтая, в ходе чего были открыты и исследованы первоклассные, а в ряде случаев и уникальные, памятники пазырыкской культуры, материалы которых пополнили мировой фонд фундаментальных знаний по проблемам этногенеза и культурогенеза человеческих популяций, проживавших на территории Евразии две с половиной тысячи лет назад.
На территории Южной и Западной Сибири В. И. Молодиным открыт и исследован целый ряд высокоинформативных археологических памятников, что позволило разработать концепцию этнокультурных процессов в регионе от эпохи бронзы до этнографической современности. Им также впервые детально разработана концепция этно- и культурогенеза человеческих популяций, населявших обширный район Западно-Сибирской равнины с эпохи верхнего палеолита до позднего средневековья.
В сферу интересов В. И. Молодина входит изучение памятников первобытного искусства, их хронологии и семантической реконструкции, изучение погребальных и поселенческих комплексов от эпохи неолита до позднего средневековья, ставрография, этнография, проблемы истории науки, применение междисциплинарных методов в археологии, в частности, палеогенетики.

## Награды и звания
- медаль «300 лет Российскому флоту» (1996)
- Орден Дружбы (4 июня 1999) — за большой вклад в развитие отечественной науки, подготовку высококвалифицированных кадров и в связи с 275-летием Российской академии наук[3]
- международная премия имени Карпинского (2000)
- Государственная премия Российской Федерации в области науки и технологий (2004) — за открытие и исследование уникальных комплексов пазырыкской культуры V- вв. до н. э. на территории Горного Алтая (совместно с Н. В. Полосьмак)[4]
- медаль «Дружба» (Монголия, 2006)
- почетный серебряный орден «Общественное признание» (2007)
- орден Почёта (15 мая 2007) — за большой вклад в становление и развитие академической науки в Сибири[5]
- крест первой степени ордена «За заслуги перед Федеративной Республикой Германия» (ФРГ, 2012)
- Государственная премия Новосибирской области (2013)
- Почетный профессор Новосибирского государственного педагогического университета (2013)
- орден «За заслуги перед Отечеством» IV степени (4 июня 2014) — за достигнутые трудовые успехи, значительный вклад в социально-экономическое развитие Российской Федерации, заслуги в гуманитарной сфере, активную законотворческую и общественную деятельность, многолетнюю добросовестную работу[6]
- Демидовская премия (2016)[7]
- Орден Александра Невского (5 февраля 2024) — за большой вклад в развитие отечественной науки, многолетнюю плодотворную деятельность и в связи с 300-летием со дня основания Российской академии наук[8]

## Семья
Жена — Наталья Полосьмак (археолог, член-корреспондент РАН). Сыновья Евгений и Иван.

## Основные работы
Автор и соавтор более 1300 научных публикаций, в том числе около 50 монографий.
- Молодин В. И. Эпоха неолита и бронзы лесостепного Обь-Иртышья. — Новосибирск, 1977.
- Молодин В. И. Кыштовский могильник. Новосибирск, 1979;
- Молодин В. И. Бараба в эпоху бронзы. — Новосибирск: Наука, 1985. — 200 с.
- Елагин В. С., Молодин В. И. Бараба в начале I тысячелетия н. э. / отв. ред. Е. И. Деревянко. — Новосибирск: Наука. Сиб. отд-ние, 1991.- 125 с.: a-ил.. — ISBN 5-02-029633-3.
- Молодин В. И. Древнее искусство Западной Сибири: (Обь — Иртыш. лесостепь) / отв. ред. А. П. Деревянко. — Новосибирск: Наука, 1992. — 190 с. — ISBN 5-02-029765-8
- Деревянко А. П., Молодин В. И. Денисова пещера. Новосибирск, 1994. Т. 1;
- Деревянко А. П., Молодин В. И. Савинов Д. Г., Балуева Т. С. Древние культуры Бертекской долины: Горн. Алтай, плоскогорье Укок / Рос. акад. наук. Сиб. отд-ние, Ин-т археологии и этнографии, Алт. междунар. центр по гуманитар. и биосфер. исслед. — Новосибирск: Наука, 1994. — 223 с.: a-ил.. — ISBN 5-02-030752-1
- Молодин В. И., Лукина Н. В., Кулемзин В. М., Мартынова Е. П. История и культура хантов / Администрация Ямало-Ненец. автоном. округа, Окруж. лаб. этнографии и этнолингвистики Ямала. — Томск: Изд-во Том. ун-та, 1995. — 162 с., [5] л. ил с.: a-ил.. — ISBN 5-7511-0736-5
- Молодин В. И., Бородовский А. П., Троицкая Т. Н. Археологические памятники Колыванского района Новосибирской области / отв. ред. Л. В. Тимяшевская; Науч.-произв. центр по сохранению ист.-культ. наследия при Администрации Новосиб. обл., Ин-т археологии и этнографии СО РАН. — Новосибирск: Наука. Сиб. изд. фирма РАН, 1996. — 191 с.: a-ил.. — ISBN 5-02-031062-X. (Материалы «Свода памятников истории и культуры народов России»)
- Молодин В. И., Новиков А. В. Археологические памятники Венгеровского района Новосибирской области / Новосибирск, 1998. — 139 с.: Материалы «Свода памятников истории и культуры народов России». — ISBN 5-900011-03-8
- Молодин В. И., Черемисин Д. В. Древнейшие наскальные изображения плоскогорья Укок. — Новосибирск: Наука, 1999. — 160 с. — ISBN 5-02-031823-X
- Бобров В. В., Молодин В. И., Журба Т. А., Колонцов С. В. Археологические памятники Тогучинского района Новосибирской области / Науч.-произв. центр по сохранению ист.-культур. наследия Новосиб. обл., Ин-т археологии и этнографии СО РАН. — Новосибирск, 2000. — 100 с.: a-ил.. — ISBN 5-900011-07-0. (Материалы «Свода памятников истории и культуры народов России»)
- Молодин В. И., Новиков А. В., Софейков О. В. Археологические памятники Здвинского района Новосибирской области / Науч.-произв. центр по сохранению ист.-культур. наследия Новосиб. обл., Ин-т археологии и этнографии СО РАН. — Новосибирск, 2000. — 223 с.: a-ил.. — ISBN 5-900011-06-2. (Материалы «Свода памятников истории и культуры народов России»)
- Молодин В. И. Древности плоскогорья Укок: тайны, сенсации, открытия. Новосибирск, 2000;
- Молодин В. И., Полосьмак Н. В., Чикишева Т. А. и др. Феномен алтайских мумий. — Новосибирск: Изд-во ИАЭТ СО РАН, 2000. — 320 с. — ISBN 5-7803-0057-7
- Молодин В. И. Памятник Сопка-2 на реке Оми. Т. 1: Культурно-хронологический анализ погребальных комплексов эпохи неолита и раннего металла. — Новосибирск: Изд-во ИАЭТ СО РАН, 2001. — 127 с. — ISBN 5-7803-0065-8
- Молодин В. И., Парцингер Г., Гаркуша Ю. Н., Шнеевайс Й., Гришин А. Е., Новикова О. И., Ефремова Н. С., Чемякина М. А., Мыльникова Л. Н., Васильев С. К., Беккер Г., Фассбиндер Й., Манштейн А. К., Дядьков П. Г. Чича — городище переходного от бронзы к железу времени в Барабинской лесостепи. — Материалы по археологии Сибири. — Т. 1: Первые результаты исследований. — Новосибирск: Изд-во ИАЭТ СО РАН, 2001. — 240 с. — ISBN 5-7803-0071-2
- Кодэ Сибериа-ый есуль сеге. Сеул, 2003;
- Молодин В. И., Соловьев А. И. Памятник Сопка-2 на реке Оми. Т.2: Культурно-хронологический анализ погребальных комплексов эпохи средневековья. — Новосибирск: Изд-во ИАЭТ СО РАН, 2004. — 182 с. — ISBN 5-7803-0128-X
- Молодин В. И. Меч Каролингов. Новосиб., 2006;
- Молодин В. И. Кресты-тельники Илимского острога. — Новосибирск, 2007. — 248 с. — ISBN 978-5-89590-094-9
- Молодин В. И. Очерки по ставрографии. — Красноярск, 2008. — 172 с. — ISBN 978-5-85981-234-5
- Молодин В. И., Парцингер Г., Цэвээндорж Д. Замерзшие погребальные комплексы пазырыкской культуры на южных склонах Сайлюгема (Монгольский Алтай). — М.: ИД Триумф принт, 2012. — 566 с. — ISBN 978-905055-02-7
- Молодин В. И. Памятник Сопка-2 на реке Оми. Т. 3: культурно-хронологический анализ погребальных комплексов одиновской культуры. — Новосибирск: Изд-во ИАЭТ СО РАН, 2012. — 220 с. — ISBN 5-7803-0065-8
- Молодин В. И., Пилипенко А. С., Чикишева Т. А., Ромащенко А. Г., Журавлёв А. А., Поздняков Д. В., Трапезов Р. О. Мультидисциплинарные исследования населения Барабинской лесостепи IV—I тыс. до н. э.: археологический, палеогенетический и антропологический аспекты. — Новосибирск: Изд-во СО РАН, 2013. — 220 с. — ISBN 978-5-7692-0669-6
- Молодин В. И. За перевалом Сайлюгем. — Новосибирск: «Инфолио», 2013. — 168 с. — ISBN 978-5-905727-02-3
- Молодин В. И. Очерки истории сибирской археологии. Новосибирск, 2015. — 311 с. — ISBN 978-5-7803-0250-6

Редактор
- Древняя керамика Сибири: типология, технология, семантика / Отв. ред. В. И. Молодин. — Новосибирск: Наука, 1990. — 180 с. — ISBN 5-02-029397-0